# Jožef Tertei
Jožef Tertei (Senta, Yugoslavia, 5 de mayo de 1960) es un deportista yugoslavo retirado especialista en lucha grecorromana donde llegó a ser medallista de bronce olímpico en Los Ángeles 1984.

## Carrera deportiva
En los Juegos Olímpicos de 1984 celebrados en Los Ángeles ganó la medalla de bronce en lucha grecorromana de pesos de hasta 100 kg, tras el rumano Vasile Andrei (oro) y el estadounidense Greg Gibson (plata).